# دولت پنهان (مجموعه تلویزیونی)
دولت پنهان (انگلیسی: Deep State) مجموعه تلویزیونی هشت‌قسمتی در ژانر تریلر جاسوسی و با بازی مارک استرانگ
است که در بریتانیا ساخته شده و از شبکه‌های فاکس اینترنشنال در اروپا و آفریقا پخش می‌شود. متیو پارکهیل نویسنده، شورانر، و مدیر اجرایی تولید این مجموعه است و چهار قسمت از هشت قسمت آن را کارگردانی کرده‌است.
فیلم‌برداری این مجموعه در ماه مه سال ۲۰۱۷ آغاز شد و اولین قسمتش پنجم آوریل ۲۰۱۸ در بریتانیا پخش شد.

## داستان
مکس ایستون مأمور بازنشستهٔ سازمان اطلاعات مخفی بریتانیا است. اتفاقاتی رخ می‌دهد که باعث می‌شود او برای انجام مأموریتی دیگر بازگردد. مأمورانی به ایران فرستاده شده‌اند تا برنامه‌های موشکی این کشور را مختل کند. با این حال سرنوشت پسر مکس، هری، که او هم وارد دنیای جاسوسی شده‌است مشخص نیست…

## بازیگران
- مارک استرانگ در نقش مارک ایستون[۷]
- جو دمپسی در نقش هری کلارک[۷]
- کاریما آدبیبه در نقش لیلا تومی[۷]
- لین رنه در نقش آنا ایستون[۸]
- آناستازیا گریفیت در نقش آماندا جونز[۷]
- الیستر پیتری در نقش جرج وایت[۷]
- ایندیکا واتسون در نقش لولا[۸]
- آمیلیا بالمور در نقش اولیویا[۸]
- الکساندره ویلامیو در نقش لورنز[۸]
- کنگزلی بن-ادیر در نقش خلید واکر[۸]
- آدرین جولیوت در نقش نوح[۸]
- ایان هرود در نقش اولیور استرلینگ

## فهرست قسمت‌ها
| شم. | عنوان              | کارگردان     | نویسنده        | تاریخ انتشار اصلی | آمریکا تعداد بیننده (میلیون) |
| --- | ------------------ | ------------ | -------------- | ----------------- | ---------------------------- |
| ۱   | «عادت‌های قدیمی»    | رابرت کانلی  | متیو پارکهیل   | ۵ آوریل ۲۰۱۸      | ن/م                          |
| ۲   | «نوعی جنگ»         | رابرت کانلی  | سایمون مکسول   | ۱۲ آوریل ۲۰۱۸     | ن/م                          |
| ۳   | «مرد سر راه می‌آید» | رابرت کانلی  | سایمون مکسول   | ۱۹ آوریل ۲۰۱۸     | ن/م                          |
| ۴   | «تجدید دیدار»      | رابرت کانلی  | استیون تامپسون | ۲۶ آوریل ۲۰۱۸     | ن/م                          |
| ۵   | «ادغام»            | متیو پارکهیل | متیو پارکهیل   | ۳ مه ۲۰۱۸         | ن/م                          |
| ۶   | «قصه‌ها»            | متیو پارکهیل | استیون تامپسون | ۱۰ مه ۲۰۱۸        | ن/م                          |
| ۷   | «نویز سفید»        | متیو پارکهیل | سایمون مکسول   | ۱۷ مه ۲۰۱۸        | ن/م                          |
| ۸   | «خون در ریگ»       | متیو پارکهیل | متیو پارکهیل   | ۲۴ مه ۲۰۱۸        | ن/م                          |